# Nick Sandow
Nick Sandow (Nueva York, 3 de agosto de 1966) es un actor, director, productor y guionista estadounidense, reconocido principalmente por interpretar el papel de Joe Caputo en la serie de televisión de Netflix Orange Is the New Black.

## Filmografía

### Cine
| Año  | Título                          | Papel                | Notas                |
| ---- | ------------------------------- | -------------------- | -------------------- |
| 1994 | Hand Gun                        |                      |                      |
| 1996 | The Mouse                       |                      |                      |
| 1996 | No Exit                         | Lenny Bentini        |                      |
| 1997 | Arresting Gena                  | Paul                 |                      |
| 1997 | Grind                           | Lenny                |                      |
| 1997 | One Night Stand                 | Mugger               |                      |
| 1998 | A Brooklyn State of Mind        | Vincent Stanco       |                      |
| 1998 | No Looking Back                 | Goldie               |                      |
| 1998 | Come To                         | Johnny               | Corto                |
| 1998 | Return to Paradise              | Ravitch              |                      |
| 1998 | Living Out Loud                 |                      |                      |
| 1999 | On the Run                      | Jack                 |                      |
| 1999 | Uninvited                       | Ed                   |                      |
| 2000 | The Day the Ponies Come Back    | Joey                 |                      |
| 2001 | The Big Heist                   | Henry Hill           | Telefilme            |
| 2001 | Plan B                          | Tommy                |                      |
| 2001 | Dust                            | White Trash          |                      |
| 2001 | New Port South                  | Armstrong            |                      |
| 2002 | Swimfan                         | Detective John Zabel |                      |
| 2004 | Connie and Carla                | Al                   |                      |
| 2005 | The Collection                  |                      |                      |
| 2007 | Resurrecting the Champ          | Marciano             |                      |
| 2007 | The Lovebirds                   | Lenny                |                      |
| 2007 | Mitch Albom's For One More Day  |                      | Telefilme            |
| 2008 | The Accidental Husband          | Larry                |                      |
| 2008 | Good Old Days                   | Dave                 | Corto                |
| 2009 | The Hungry Ghosts               | Gus                  |                      |
| 2009 | Frame of Mind                   | Jimmy                |                      |
| 2011 | The Sitter                      | Frank                |                      |
| 2012 | The Fitzgerald Family Christmas | Corey                |                      |
| 2012 | Two People He Never Saw         | Eddie                | Corto                |
| 2013 | The Cold Lands                  | Foreman              |                      |
| 2013 | Promised Land                   | Greg                 | Corto                |
| 2013 | Dead Travis In                  | Travis               | Corto                |
| 2013 | All Roads Lead                  | Samuel Carter        |                      |
| 2014 | Zarra's Law                     | Sal                  |                      |
| 2015 | Houses                          |                      | Productor            |
| 2015 | Meadowland                      | Garza                |                      |
| 2015 | The Wannabe                     | Anthony              | Director y guionista |
| 2016 | Full Stop to an Infernal Planet | McCauley             |                      |
| 2017 | Patti Cake$                     | Ray                  |                      |
| 2018 | Cabaret Maxime                  | Dominic              |                      |
| 2018 | Stella's Last Weekend           | Ron                  |                      |

### Televisión
| Año       | Título                            | Papel                | Notas                          |
| --------- | --------------------------------- | -------------------- | ------------------------------ |
| 1992      | Law & Order                       | Oficial Nelson       | 1 episodio                     |
| 1995–1996 | New York Undercover               | Henry                | 2 episodios                    |
| 1996      | Law & Order                       | Pete Pogosian        | 1 episodio                     |
| 1996      | Due South                         | Barry Pappas         | 1 episodio                     |
| 1999      | Law & Order                       | Andy Grenada         | 1 episodio                     |
| 2000–2002 | Third Watch                       | Joe Lombardo         | 12 episodios                   |
| 2003      | NYPD Blue                         | Ray Wilentz          | 1 episodio                     |
| 2003      | The Jury                          | Sr. Krause           | 1 episodio                     |
| 2005      | Law & Order: Criminal Intent      | Det. Albert Kirkoff  | 1 episodio                     |
| 2006      | Six Degrees                       | Louie                | 1 episodio                     |
| 2008      | New Amsterdam                     | Frank                | 1 episodio                     |
| 2010      | Mercy                             | Padre de Scott       | 1 episodio                     |
| 2010      | How to Make It in America         | Dan                  | 3 episodios                    |
| 2005      | Law & Order: Criminal Intent      |                      | 1 episodio                     |
| 2006      | Law & Order: Special Victims Unit | Doug Kersten         | 1 episodio                     |
| 2010–2011 | Blue Bloods                       | Alex Bello           | 4 episodios                    |
| 2011      | Nurse Jackie                      | Anthony Donovan      | 1 episodio                     |
| 2011      | CSI: Miami                        | Larry Gramercy       | 1 episodio                     |
| 2011–2012 | Boardwalk Empire                  | Waxey Gordon         | 3 episodios                    |
| 2012      | Unforgettable                     | William "Bud" Spence | 1 episodio                     |
| 2013–2019 | Orange Is The New Black           | Joe Caputo           | 80 episodios, también director |
| 2015      | Law & Order: Special Victims Unit | Det. Ted McCormack   | 1 episodio                     |